# Comuna Berejkî, Dubrovîțea
Berejkî (în ucraineană Бережки) este o comună în raionul Dubrovîțea, regiunea Rivne, Ucraina, formată din satele Berejkî (reședința) și Uzlissea.

## Demografie
Componența lingvistică a comunei Berejkî
     Ucraineană (99,7%)
     Alte limbi (0,3%)
Conform recensământului din 2001, majoritatea populației comunei Berejkî era vorbitoare de ucraineană (99,7%), existând în minoritate și vorbitori de alte limbi.